# Insula Filfla
Filfla este o insulă mică și nelocuită, la 5 km sud de insula Malta și este cel mai sudic punct al teritoriului maltez.

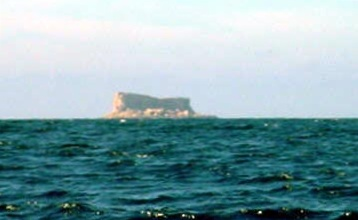
Insula Filfla la orizont

Are o suprafață de 60.000 m² și este formată dintr-un platou calcaros, înconjurat de stânci înalte de 60 de metri. Singura structură permanentă de aici este o capelă construită într-o peșteră în 1343 și care a fost distrusă de un cutremur în 1856, care a scufundat printre altele și o parte din insulă. Până în 1971 insula era folosită pentru exerciții ale Marinei Regale. A devenit o rezervație pentru păsări în 1980, iar începând cu 1988 se realizează controale pentru reducerea pescuitului pe o suprafață de o milă marină în jurul insulei.
Numele vine de la filfel, cuvântul arab pentru piper.